# Petit Pays (roman)
Pour les articles homonymes, voir Petit Pays.
Petit Pays est le premier roman de Gaël Faye, connu jusque-là comme auteur-compositeur-interprète. Il est paru le 24 août 2016 aux éditions Grasset et rencontre un grand succès critique qui lui permet d'être réédité par Le Livre de poche.   
L'auteur souligne que le roman n'est pas autobiographique, mais qu'il est inspiré de sa propre histoire.

## Résumé
Gabriel a une dizaine d'années au début de l'année 1993 et vit une enfance heureuse dans le confortable quartier de Kinanira à Bujumbura (Burundi) avec son père, Michel, ingénieur expatrié français, sa mère, Yvonne, d'origine rwandaise, et sa petite sœur Ana. Gabriel mène une enfance heureuse dans une famille aisée, entouré d'un groupe d'amis avec qui il fait les quatre cents coups : Gino, Armand et les jumeaux. Mais son  bonheur va être menacé par la réalité géopolitique du Burundi : après la séparation de ses parents, il assiste à la dégradation de la situation géopolitique de la région, et l'arrivée de la guerre civile burundaise qui sera suivie du génocide des Tutsi au Rwanda. Face au cycle de la haine, Gabriel se caractérise par son désir de rester neutre.

## Réception critique
Le livre reçoit un accueil très favorable de la critique,,. Il fait partie du dernier carré d'ouvrages sélectionnés par l'Académie Goncourt pour son prix 2016 et remporte le prix Goncourt des lycéens. Il est également sélectionné pour d'autres prix : Fémina, Médicis, Interallié, de l'Académie française et Renaudot.
Les droits sont achetés pour de nombreux paysdans lesquels l'ouvrage reçoit une critique tout aussi favorable.

## Distinctions
- 15e Prix du roman Fnac 2016[8]
- Liste Goncourt : le choix polonais, octobre 2016[9]
- Prix Goncourt des lycéens 2016[5]
- Prix du premier roman 2016[10]
- Prix des étudiants France Culture–Télérama 2016[11]

## Adaptations

### Adaptation cinématographique
Petit pays est adapté en un film homonyme en 2020, réalisé par Éric Barbier et co-scénarisé avec Gaël Faye. Il a été tourné au Rwanda.

### Adaptation en BD
À partir de 2020, une adaptation en bande dessinée est annoncée, puis repoussée de nombreuses fois, notamment à cause de la crise covid. En avril 2024, elle sort chez Dupuis. La bande dessinée est le fruit de 7 ans de travail collectif. Le scénario est signé Marzena Sowa et Gaël Faye et les dessins sont réalisés par Sylvain Savoia. Gaël Faye a choisi ces deux auteurs lui-même, après avoir découvert la bande dessinée Marzi.